# ریوییر-اترنیته، کبک
ریوییر-اترنیته (به فرانسوی: Rivière-Éternité) شهری در منطقه شهری لو افجور-دو-ساگونه ناحیه سگونه-لاک-سن-ژان در استان کبک کانادا است. در سرشماری سال ۲۰۱۱ این شهر ۵۶۵ نفر جمعیت داشته‌است و مساحت آن ۴۹۶٫۸۸ کیلومتر مربع است.